# Course en ligne féminine aux championnats du monde de cyclisme sur route 1975
Navigation
1974 1976
La course en ligne féminine aux championnats du monde de cyclisme sur route 1975 a lieu le 27 août 1975 à Yvoir en Belgique. Cette édition est remportée par la Néerlandaise Tineke Fopma.

## Classement
|                                    | Coureuse                   | Pays        |    | Temps           |
| ---------------------------------- | -------------------------- | ----------- | -- | --------------- |
| Médaille d'or, Coupe du Monde      | Tineke Fopma               | Pays-Bas    | en | 1 h 32 min 36 s |
| Médaille d'argent, Coupe du Monde  | Geneviève Gambillon        | France      | +  | 1 s             |
| Médaille de bronze, Coupe du Monde | Keetie van Oosten-Hage     | Pays-Bas    |    | 1 s             |
| 4                                  | Truus van der Plaat        | Pays-Bas    |    | 1 s             |
| 5                                  | Christiane Goeminne        | Belgique    |    | 1 s             |
| 6                                  | Sue Novara                 | États-Unis  |    | 5 s             |
| 7                                  | Nicole Vandenbroeck        | Belgique    |    | 5 s             |
| 8                                  | Josiane Bost               | France      |    | 5 s             |
| 9                                  | Morena Tartagni            | Italie      |    | 5 s             |
| 10                                 | Asta Forsell               | Finlande    |    | 5 s             |
| 11                                 | Giuseppa Micheloni         | Italie      |    | 5 s             |
| 12                                 | Denise Burton              | Royaume-Uni |    | 5 s             |
| 13                                 | Iva Zajikova               | Tchéquie    |    | 5 s             |
| 14                                 | Bernadette Swinnerton      | Royaume-Uni |    | 5 s             |
| 15                                 | Bella Van der Spiegel-Hage | Pays-Bas    |    | 5 s             |
| 16                                 | Gré Knetemann-Donker       | Pays-Bas    |    | 5 s             |
| 17                                 | Marja-Leene Huhtiniemi     | Suède       |    | 5 s             |
| 18                                 | Bruna Cancelli             | Italie      |    | 5 s             |
| 19                                 | Jeanine Martin-Leborgne    | France      |    | 5 s             |
| 20                                 | Mariette Laenen            | Belgique    |    | 5 s             |
| 21                                 | Susan Gurney               | États-Unis  |    | 5 s             |
| 22                                 | Nicole Verzier             | France      |    | 5 s             |
| 23                                 | Luigina Bissoli            | Italie      |    | 5 s             |
| 24                                 | Anna-Karin Johansson       | Suède       |    | 5 s             |
| 25                                 | Karen Strong               | Canada      |    | 5 s             |
| 26                                 | Carmen Menegaldo           | Italie      |    | 5 s             |
| 27                                 | May-Britt Nilsen           | Norvège     |    | 5 s             |
| 28                                 | Johanna Bosmans            | Belgique    |    | 5 s             |
| 29                                 | Dany Dubois                | France      |    | 5 s             |
| 30                                 | Annick Chapron             | France      |    | 16 s            |
| 31                                 | Linda Rombouts             | Belgique    |    | 16 s            |
| 32                                 | Maria Cressari             | Italie      |    | 16 s            |
| 33                                 | Anne Riemersma             | Pays-Bas    |    | 16 s            |
| 34                                 | Elisabeth Camus            | France      |    | 16 s            |
| 35                                 | Terry Riley                | Royaume-Uni |    | 30 s            |
| 36                                 | Frieda Maes                | Belgique    |    | 35 s            |
| 37                                 | Faith Murray               | Royaume-Uni |    | 46 s            |
| 38                                 | Jayne Westbury             | Royaume-Uni |    | 46 s            |
| 39                                 | Josephine Randell          | Royaume-Uni |    | 1 min 15 s      |
| 40                                 | Agneta Asplund             | Suède       |    | 1 min 32 s      |
| 41                                 | Linda Stein                | Royaume-Uni |    | 1 min 32 s      |
| 42                                 | Mary Jane Reoch            | Royaume-Uni |    | 1 min 32 s      |